# Герб Машівського району
Герб Машівського району — офіційний символ Машівського району, затверджений 20 квітня 2005 р. рішенням сесії районної ради.

## Опис
Щит напіврозтятий і перетятий золотою зубчатою мурованою балкою. На першому пурпуровому полі козацька рушниця та шабля в косий хрест, і золота порохівниця під ними; на другому лазуровому полі золота газовидобувна промислова бурова вишка; на третьому срібному золотий сніп, перевитий вінком з калини. По периметру щит має золоту облямівку.